# L'incredibile Hulk (serie animata 1982)
L'incredibile Hulk (The Incredible Hulk) è una serie animata del 1982, basata su Hulk, il personaggio dei fumetti Marvel Comics. La serie, trasmessa dalla NBC, divideva il suo spazio con L'Uomo Ragno e i suoi fantastici amici, altra serie della Marvel. È ricordata per la musica di accompagnamento e per la narrazione di Stan Lee, il creatore del fumetto stesso.
La proprietà della serie è passata alla Disney nel 2001, quando ha acquisito Fox Kids Worldwide, che include anche Marvel Productions.

## Trama
La serie si concentra sul dottor Bruce Banner, che tenta di curarsi delle sue trasformazioni in Hulk, e Hulk che sconfigge vari mostri e cattivi mentre respinge i perenni tentativi del più imponente esercito del Nuovo Messico di sottometterlo e catturarlo.

## Personaggi
- Bruce Banner/Hulk è il protagonista della serie. Brillante fisico nucleare della Base Gamma, considerato una delle più grandi menti scientifiche sulla Terra, la sua esperienza è nel campo delle radiazioni gamma ed ha acerrimi rivali. Durante i test di una bomba gamma da lui inventata, a causa di un robot alieno travestito da scienziato, viene accidentalmente esposto a un'enorme quantità di raggi gamma. La radiazione ha cambiato il suo corpo a livello atomico, e ora, quando si eccita o si arrabbia eccessivamente, l'adrenalina nel suo sistema lo fa trasformare in una gigantesca furia primordiale senza limiti, chiamata "L'incredibile Hulk". Il mostro dalla pelle verde mostra una natura infantile e non sa perché viene perseguitato nel modo in cui è. Fortunatamente sta dalla parte del bene e combatte i cattivi quando può solo limitato dalla sua intelligenza. L'unica cosa che vuole davvero è la pace e la tranquillità, ma è per sempre fedele a coloro che crede siano suoi amici. Apprezza il fatto di essere il mortale più forte sulla Terra e disprezza la debolezza del suo alter ego. Possiede una forza quasi illimitata che aumenta con la rabbia. Le sue potenti gambe gli permettono di saltare grandi distanze e la sua resistenza lo rende impermeabile alle armi convenzionali. In uno stato rilassato, tuttavia, il Golia verde si trasforma di nuovo in Bruce Banner. Rimasto intrappolato nella preistoria, Hulk s'innamora ricambiato di Umeela e, quando la perde tornando al presente, per la prima ed unica volta piange, avendo anche lui un cuore. Per il resto, Bruce è un individuo estremamente ben equilibrato, capace di grande eroismo. Ha un grande senso morale ed è molto altruista. In diverse occasioni, sacrifica una cura per la sua condizione a causa di questioni più importanti. La sua preoccupazione per gli altri intorno a lui lo costringe a mantenere il suo segreto da tutti, oltre a Rick Jones. Proprio come Bruce, anche Hulk ha una simpatia per Betty Ross e, ogni volta che è nei guai, cerca di salvarla. Anche sua cugina, Jennifer Walters, un avvocato di successo a Los Angeles, che sono sempre stati molto legati, può trasformarsi in She-Hulk a causa di una trasfusione col suo sangue gamma irradiato, mantenendo però la propria intelligenza per aiutare la polizia.
- Rick Jones è il coprotagonista della serie, un adolescente che Bruce ha salvato, rimanendo coinvolto nell'esplosione che ha cambiato la sua vita. Si sente in parte responsabile della creazione di Hulk e, da compagno perenne, aiuta Bruce nella sua ricerca di una cura ed è uno dei pochi eletti che Hulk considera amico. Ha una fidanzata di nome Rita e spesso aiuta il padre della ragazza nel suo ristorante. Suo zio paterno, Brandon Jones, è un famoso scienziato a New York, che ha sviluppato un proiettore del tempo. È spesso in pericolo e viene salvato da Hulk. Indossa un cappello da cowboy, gioca in Serie A e va in moto.
- Betty Ross è la protagonista femminile della serie. Scienziata ricercatrice della Base Gamma e figlia del generale Ross, è fidanzata con Bruce ed è curiosa del suo strano comportamento dall'esplosione gamma. Da allora la loro relazione è rimasta in sospeso. Sente che qualcosa non va in Bruce, ma non si rende mai completamente conto del suo segreto. Non condivide l'odio del padre per Hulk. È anche la zia di Jonah, un veggente.
- Thaddeus Ross è il padre di Betty. Ufficiale militare degli Stati Uniti austero e patriottico, è il generale a capo di tutta la Base Gamma e prende gli ordini dal Pentagono. Tiene molto a Betty e fa quello che può per proteggerla, anche se una volta, non avendo altra possibilità, considera di sacrificarla per fermare un potente computer militare andato fuori controllo. Era a capo del progetto della bomba gamma che ha trasformato Bruce in Hulk. Dopo la creazione di Hulk, per dovere lo insegue con un'ossessione crescente, ma riconosce quando la creatura è stata effettivamente utile. Essendo più abituato ai militari, ha anche mostrato un certo disprezzo per il suo futuro genero, che lo ritiene debole e pavido. Ha i suoi sospetti su di lui, ma sono per lo più portati dal maggiore Talbot. È anche il nonno di Jonah. Le molte vittime del vulcano Saint Helens lo hanno sconvolto. Non prova vergogna a mostrarsi in pigiama durante un'emergenza alla base.
- Ned Talbot è il semi-competente braccio destro del generale Ross e il maggiore al comando dell'esercito della Base Gamma. Principale antagonista di Hulk determinato a catturarlo o distruggerlo, nonostante sia un bravo ragazzo, essendo molto goffo e un po' codardo, viene soprannominato dalle sue valorose truppe "Ned zucca vuota" e quello che è incomprensibile è come ha fatto a diventare maggiore. Disgusta il generale Ross ed è spesso ingannato dal nemico. Le sue maldestre azioni a difesa delle proprietà del governo sono quasi costate la distruzione della Base Gamma in più di un'occasione. Ha preso lezioni da un maestro di kung-fu, ma è una vera frana. Si vanta di essere stato promosso capitano per meriti sul campo di battaglia, ma era solo il tabellone del Risiko. È stato lui a chiamare il mostro verde "Hulk". Ha forti sentimenti per Betty, che gli fa risentire Bruce non essendo ricambiato. Per Betty sono una grande occoppiata proprio come Stanlio e Ollio. Come la sua truppa speciale, ogni tanto va a cenare al ristorante di Rio, ma gli serve il permesso e deve rientrare entro mezzanotte.
- Rio è il padre di Rita e il proprietario di un ristorante con stazione di servizio vicino alla Base Gamma, chiamato in modo abbastanza appropriato "Rio's Ranchero" e appartiene alla sua famiglia da anni, dove molti dei personaggi si riuniscono per mangiare e discutere, ma sfortunatamente gli affari non vanno mai a gonfie vele in mezzo al deserto del Nuovo Messico, tranne che alla fine. La sua trisavola era una cuoca molto famosa, grazie alla sua ricetta segreta sulle ali di pollo fritto. Il suo scopo nella vita è possedere una catena di ristoranti che si estenda in tutto il paese, e cerca costantemente di attirare nuovi clienti con le sue buffonate. È anche un amico di Bruce e, sebbene molto protettivo, approva la relazione di sua figlia con Rick, un cliente abituale che spesso lo aiuta al lavoro. Per la sua corporatura robusta, a volte Rick lo chiama "Godzilla". Nel suo ristorante, la parola "disgustoso" è bandita. È chiaro che Rick gli ha rivelato il terribile segreto di Bruce e anche lui cerca di aiutarlo come può a trovare una cura, raccontandogli un'antica leggenda di famiglia sulla pozione miracolosa di una tribù indigena nello Yucatán. Non compare nel fumetto.
- Rita è la fidanzata di Rick, suo coetaneo. Aiuta suo padre Rio come cameriera al ristorante di famiglia fuori città e lo sostituisce quando è assente, ma si unisce anche ai suoi amici per mangiare e discutere. Frequenta ancora il liceo e aiuta il club cinematografico della scuola con i loro progetti. Tra i poster in camera sua vi è uno dell'Uomo Ragno. La mattina di quel fatidico giorno, quando nacque Hulk, era nel comitato addobbi e aspettava Rick, in ritardo. È chiaro che Rick le ha rivelato il terribile segreto di Bruce e anche lei cerca di aiutarlo come può a trovare una cura. Non compare nel fumetto.

## Doppiaggio
| Personaggio   | Doppiatore originale | Doppiatore italiano |
| ------------- | -------------------- | ------------------- |
| Bruce Banner  | Michael Bell         | Francesco Prando    |
| Hulk          | Michael Bell         | Stefano Mondini     |
| Rick Jones    | Michael Horton       | Francesco Pezzulli  |
| Betty Ross    | B.J. Ward            | Antonella Baldini   |
| Thaddeus Ross | Robert Ridgely       | Vittorio Di Prima   |
| Ned Talbot    | Pat Fraley           | Oreste Baldini      |
| Rio           | Roberto Cruz         | Michele Kalamera    |
| Rita          | June Foray           | Federica De Bortoli |

## Lista episodi
| n. | Titolo originale                 | Titolo italiano               | Autore episodio              | Trama |
| -- | -------------------------------- | ----------------------------- | ---------------------------- | --- |
| 1  | Tomb of The Unknown Hulk         | Attacco alla Base Gamma       | Michael Reeves               | Quando una tempesta di raggi cosmici ad alta attività attiva la trasformazione di Bruce Banner in Hulk anche senza che lui si arrabbi, lo scienziato cerca di ripararsi in una grotta per proteggere i suoi amici, ma i raggi cosmici bloccano anche le comunicazioni e permettono un'apertura nella Base Gamma, che viene attaccata dagli uomini del Dottor Octopus. |
| 2  | Prisoner of the monster          | Prigioniero del mostro        | Misty Stewart                | Rick Jones trova una mappa che conduce a una pozione miracolosa, custodita da una tribù perduta del Sud America, che potrebbe curare Bruce Banner dalla maledizione di Hulk. Purtroppo la cura diventa molto amara quando Spymaster cattura Betty Ross e suo padre, il generale Ross, per rubare un'arma mortale dalla Base Gamma che solo Hulk può distruggere. |
| 3  | Origin Of The Hulk               | Le origini di Hulk            | Dennis Marks                 | Stan Lee in persona ci narra le classiche origini dell'incidente che ha trasformato Bruce Banner nel mostro verde conosciuto come l'incredibile Hulk. Hulk è il lato più emotivo e impulsivo del timido e riservato scienziato Bruce Banner, e appare poco dopo che questi viene esposto per errore all'esplosione provocata dalla detonazione di una bomba ai raggi gamma, per salvare la vita del giovane Rick Jones, che lui stesso ha inventato. In seguito, Banner si trasforma involontariamente in Hulk, gigantesco e furioso umanoide alto circa tre metri, mentre una terribile minaccia aliena incombe sulla Terra. |
| 4  | When Monsters Meet               | Quando i mostri si incontrano | Arthur Brown J.R.            | Bruce Banner è a Parigi per una conferenza scientifica, dove spera di trovare una cura per la sua condizione, e Betty Ross lo accompagna. L'apparente tranquillità della trasferta parigina viene però minacciata da un discendente di Quasimodo, il gobbo di Notre Dame, in cerca di una chiave d'oro che apre una preziosa cassaforte custodita proprio da Betty. |
| 5  | The Cyclops Project              | Progetto: Ciclope             | Michael Reeves               | Grazie alle azioni involontarie di Hulk, Ciclope, un nuovo prototipo di super computer adibito alla difesa militare, ha dei malfunzionamenti e, invece di proteggerlo, decide di conquistare il mondo. |
| 6  | Bruce Banner Unmasked            | Caccia a Bruce Banner         | Michael Reeves               | Il Burattinaio riesce ad acquisire il controllo di Hulk come parte del suo piano per conquistare il mondo. Purtroppo l'identità di Hulk viene svelata e ora tutti sapranno che il mostro è in realtà Bruce Banner. |
| 7  | The Creature and The Cavegirl    | La Bella e la Bestia Verde    | Marty Pasko                  | Bruce Banner apprende che uno scienziato ha sviluppato un proiettore del tempo, vedendola come una possibilità di tornare indietro e fermare l'esplosione della bomba gamma che ha dato origine ad Hulk. Il dispositivo ha però un malfunzionamento e trasporta l'intero laboratorio e i suoi occupanti indietro di un milione di anni fino alla preistoria. |
| 8  | It Lives! It Grows! It Destroys! | Vive! Cresce! Distrugge!      | Fred Ladd                    | Il dottor Proto, uno scienziato rivale di Banner alla Base Gamma, sviluppa una nuova forma di vita che può divorare tutto quello con cui entra in contatto. Solo con del vetro siliconato è possibile trattenerla, ma la creatura sfugge comunque al controllo del suo creatore e minaccia l'intero pianeta iniziando a crescere in maniera del tutto incontrollata. |
| 9  | The Incredible Shrinking Hulk    | L'Incredibile piccolo Hulk    | Arthur Brown J.R.            | Durante il suo ultimo esperimento con le radiazioni gamma, Bruce Banner si rimpicciolisce fino a diventare non più alto di un centimetro. Nel tentativo di tornare alle sue dimensioni normali, il "piccolo" Hulk cerca di raggiungere il suo amico Rick Jones al ristorante di Rio, mentre due spie tentano di rubare un nuovo prototipo di carro armato dalla Base Gamma. |
| 10 | Punk on Wheels                   | Il Capo                       | Paul Dini                    | Quando una banda di motociclisti cattura la giovane Rita, Bruce Banner e Rick Jones scoprono che la banda sta lavorando segretamente per il Capo, un criminale irradiato dalla potenza dei raggi gamma che ha sviluppato un cervello dieci volte superiore alla norma, il quale necessita dell'aiuto di Hulk per rubare una spedizione di vibranio. |
| 11 | Enter: She-Hulk                  | She Hulk                      | Michael Reeves               | Bruce e Rick sono in viaggio verso Los Angeles in visita alla cugina del dottor Banner, Jennifer Walters, per cercare di scoprire come lei sia in grado di mantenere la sua intelligenza quando si trasforma in She-Hulk. Tempo addietro infatti, a causa di una trasfusione col sangue gamma irradiato di Bruce, anche Jen è stata contaminata dalle radiazioni e ora può trasformarsi in una creatura simile ad Hulk. Nel frattempo She-Hulk è impegnata a contrastare il perfido piano dell'organizzazione terroristica Hydra che intende impadronirsi della città.                                                        |
| 12 | The Boy Who Saw Tomorrow         | Il ragazzo che vide il domani | Dennis Marks                 | Jonah, il nipote di Betty, arriva alla base gamma per dimostrare le sue sorprendenti capacità psichiche: il giovane è infatti in grado di predire il futuro con sorprendente accuratezza. La terribile visione della navetta spaziale della NASA su cui viaggerà Betty Ross schiantarsi contro una montagna, getta però il ragazzo nel panico. |
| 13 | The Hulk Destroys Bruce Banner   | La fine di Bruce Banner       | Michael Reeves e Mark Zicree | Durante il test con il suo nuovo teleporter Transmat, Bruce si trasforma in Hulk durante il teletrasporto e questo fa credere a Betty che Hulk abbia interferito con l'esperimento uccidendo Bruce Banner. Betty Ross si mette così a comando dell'esercito per catturare e fermare il mostro verde una volta per tutte e salvare Bruce. |